# Biblia de 36 líneas

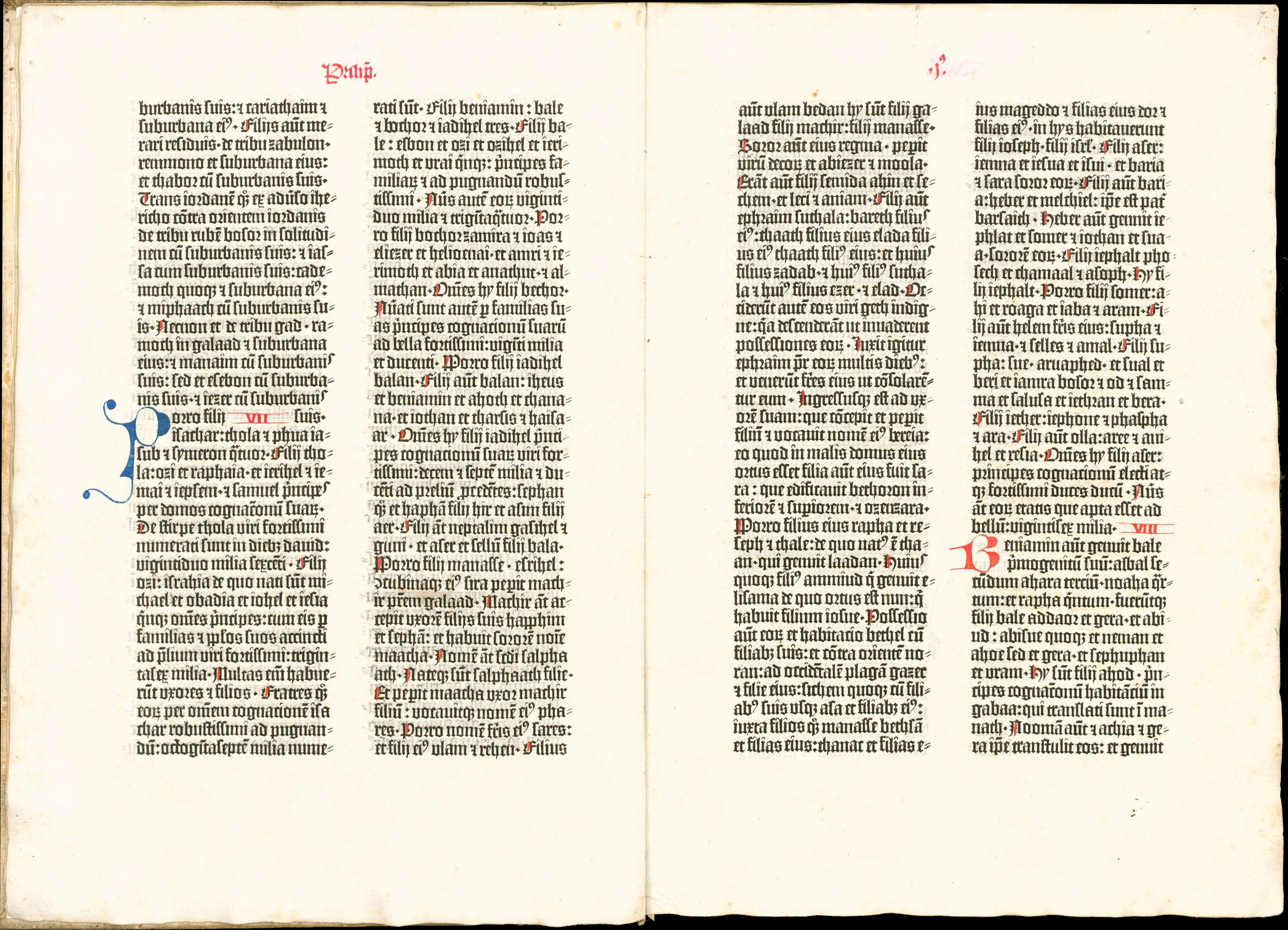
Páginas de 36-líneas de la Biblia en la Biblioteca Estatal de Baviera

La Biblia de 36 líneas, también conocida como "Biblia de Bamberg' y a veces llamada "Biblia de Gutenberg", fue la segunda edición de la Biblia con tipo móvil-impreso. Se cree que fue impresa en Bamberg, Alemania, hacia 1458–1460. No aparece el nombre del impresor en el libro, pero es posible que Johannes Gutenberg fuera el impresor.
El significado principal o particular, del término Biblia de Gutenberg, es la primera edición de la Biblia impresa con tipos móviles, hacia 1450–1455. La Gutenberg tiene 42 líneas de texto en cada página en comparación con las 36 líneas de la Bamberg, por lo que a veces se hace referencia a las Biblias con este criterio. Sin embargo, dado que la Biblia de 36 líneas podría haber sido impresa por Gutenberg y se imprimió en una época similar, a veces se hace referencia a ella y se incluye en el término "Biblia de Gutenberg".

## Fecha
En el pasado, algunos estudiosos han argumentado que la Biblia de 36 líneas era una versión temprana y primitiva, de la Biblia de 42 líneas de Gutenberg, lo que significaría que fue impresa antes de 1455. Sin embargo, comparaciones cuidadosas de los textos han demostrado desde entonces que (con la excepción de las primeras páginas) la Biblia de 36 líneas se estableció a partir de la Biblia de 42 líneas de Gutenberg, demostrando así que la de 42 líneas fue la primera.
La fecha "1461" estaba marcada por un rubricador (un escriba que escribía a mano las iniciales y otros elementos en el texto en rojo, para decorar o enfatizar) escrito en una copia de la Biblia de 36 líneas, lo que indica que no habría sido impresa más tarde. La mayoría de los estudiosos coinciden ahora en que la Biblia de 36 líneas puede fecharse en c.1458–60, lo que la convierte en la segunda edición impresa de la Biblia.
Un fragmento existente de una Biblia de 40 líneas fue probablemente impreso alrededor de 1458 o antes e impreso con el mismo tipo. Sin embargo, se cree que el fragmento es sólo una pieza de prueba y que esta Biblia nunca se imprimió completamente. Se ha sugerido que las primeras páginas de la Biblia de 36 líneas (las páginas que no se hicieron a partir de la Biblia de 42 líneas de Gutenberg) se fijaron a partir del mismo manuscrito utilizado para el fragmento de la Biblia de 40 líneas.

## Lugar de impresión
Varias pruebas sugieren que la Biblia de 36 líneas se imprimió en Bamberg, Alemania. En primer lugar, el papel utilizado es de un grupo de papeles italianos que se sabe que se utilizaron en Bamberg y que no se encontraron en uso en Maguncia, la ubicación de la prensa de Gutenberg. En segundo lugar, los ejemplares con encuadernaciones tempranas muestran indicios de haber sido encuadernados en Bamberg o sus alrededores. En tercer lugar, se puede demostrar que muchos ejemplares tienen una procedencia temprana de Bamberg. Además, se han encontrado fragmentos de la Biblia de 36 líneas entre el papel de desecho utilizado en las encuadernaciones realizadas en Bamberg o para otros libros impresos allí.

## Identidad del impresor
Se desconoce la identidad del impresor. Puede haber sido Gutenberg, alguien que había trabajado para él, o alguien que le había comprado tipo y otros equipos. Varias pruebas demuestran que Gutenberg estaba vinculado de alguna manera con la Biblia de 36 líneas. En la década de 1980, el análisis del ciclotrón realizado por Richard Schwab y Thomas Cahill estableció que la tinta utilizada era similar a la de la Biblia de 42 líneas.
El tipo es una versión del llamado tipo D-K, también conocido como tipo de Biblia de 36 líneas. Este tipo es tosco y más antiguo que el utilizado para la Biblia de 42 líneas.  Se había utilizado para algunas obras muy tempranas, probablemente anteriores a la Biblia de 42 líneas y casi seguramente impresas por Gutenberg, como un Ars minor de Donatus (varias impresiones c. 1452-53) y varias hojas de un panfleto llamado Calendario Turco para 1455 (probablemente impreso a finales de 1454), de ahí el nombre D-K de "Donatus-Kalendar". Gutenberg perdió gran parte de su equipo original a manos de su banquero Johann Fust en un pleito en 1455 y es posible que este tipo fuera el único que le quedaba. Parece que se imprimieron varias obras con el tipo D-K en Maguncia entre 1455 y 1459, quizás por Gutenberg.
También se ha sugerido como impresor a Albrecht Pfister, de quien se sabe que utilizó el tipo D-K en Bamberg desde al menos 1461. Muchas autoridades creen que Pfister es poco probable porque las obras posteriores que se conocen de él tienen una impresión de peor calidad.

## Copias supervivientes
Se conocen catorce copias completas o casi completas, todas en papel, además de muchos fragmentos y hojas sueltas de copias en vitela, que han sobrevivido porque eran utilizados en las encuadernaciones de libros posteriores. El reducido número de ejemplares que se conservan sugiere que se imprimieron muchos menos que de la Biblia de 42 líneas.  Es posible que una mayor proporción se imprimiera en vitela.
Ocho de estos ejemplares se encuentran en Alemania.  Esta Biblia ha sido mucho menos buscada que la Biblia de 42 líneas, con una mayor proporción que permanece en Alemania y sólo una ha sido adquirida por una biblioteca americana, una copia incompleta en la  Biblioteca de la Universidad de Princeton. Un ejemplar se encuentra en exposición permanente en la Sir John Ritblat Gallery Archivado el 8 de abril de 2011 en Wayback Machine. de la British Library, y otro se encuentra en el Museo Plantin-Moretus de Amberes.